# Andy Moor
Andy Moor, född Andrew Beardmore 16 januari 1980 i Stoke on Trent i Storbritannien, är en tranceartist och Progressive trance-producent och DJ. Han har använt många olika pseudonymer under åren (Dub Disorder, Dwight van Man, Sworn) och har varit en del av Indigo, Leama & Morr, Lewis & Moor, Tilt, Whiteroom och Zoo DJ:ar. Han har även blivit framröstad till en 30:e plats av världens bästa DJ:ar två år i rad, av DJ Magazine år 2005 och av sina fans år 2006. Moor var nominerad för en Grammy i december 2007 för hans remix av kanadensiska artisten Deleriums låt "Angelicus" (med sång av Isabel Bayrakdarian, som även sjunger på en låt i Sagan om de två tornen)
Han har även producerat och remixat låtar för artister som Britney Spears, Avril Lavigne, Paul Oakenfold, Brian Eno, Tiësto

## Diskografi

### Singlar

#### 2000
- Andy Moor - "Passenger" (Baroque Records)
- Andy Moor - "Violent City" (Baroque Records)

#### 2001
- Bill Hamel pres. Innate and Andy Moor - "Barotek" (Sunkissed Records)
- Leama (Co-Production) - "Melodica" (Baroque Records)
- Andy Moor pres : Sworn - "Dark Ammendments" (Method Records)
- Lewis and Moor - "Byte" (Intrinsic Records)

#### 2002
- Leama (Co-Production) - "Requiem for a Dream" (Perfecto Records)
- Andy Moor - "Crazy Lady EP - No More" (Baroque Records)
- Andy Moor - "Crazy Lady EP - Athena" (Baroque Records)
- Midnorth vs Austin Leeds - "Soul Workout" (Baroque Records)
- Indigo - "Division" (EQ Records)
- Odessi - "Beyond the Sound (feat Maria Naylor)" (Primal Beats)

#### 2004
- Sworn - "U Don't Feel" (Vinyl Vice)
- Leama & Moor - "Shades of Blue/Red/Yellow" (Primal Beats)
- Leama & Moor - "Complex Synth Problems" (Lost Language)
- Leama & Moor - "Fact of the Matter" (Lost Language)

#### 2005
- Whiteroom - "Someday (feat. Amy Cooper)" (Woom Recordings)
- Andy Moor - "Halycon" (Armada Music)
- Above and Beyond feat. Andy Moor - "Air for Life" (Anjunabeats)

#### 2006
- Mick Wilson vs Andy Moor - "Control Me" (Pangea Recordings)

#### 2007
- Andy Moor vs. Orkidea - "YearZero" (AVA Recordings)
- Markus Schulz feat. Andy Moor - "Daydream" (Armada)
- Tilt - "Angry Skies (Tilt's Re-Activation remix)" (Lost Language)

#### 2008
- Andy Moor - "Fake Awake" (Anjunabeats/AVA Recordings)
- Andy Moor Ft. Carrie Skipper - "So Much More" (AVA Recordings)

### Remixar

#### 2001
- Medway - "My Release (Andy Moor remix)" (Hooj Choons)
- Shimmon vs 3rd Degree - "Dark Feelin' (Andy moor remix)" (Tune Inn Records)
- Coda - "Take Me (Andy Moor remix)" (Decipher Records)
- Stripped Inc. - "Glitterball (Andy Moor remix)" (Baroque Records)

#### 2003
- EveryDayDowners - "This World (Andy Moor remix)" (Pangea Recordings)
- 2 Players - "Signet (Leama & Moor remix)" (Lost Language)
- Little Wonder - "Eclipse (Leama & Moor remix)" (Lost Language)
- Arthur Baker - "1000 Years (Andy Moor remix)" (Tommy Boy Silver Label)
- Sonorous - "Second Sun (Leama & Moor remix)" (Lost Language)
- Main Element - "Forme (Leama & Moor remix)" (Lost Language)
- Insight - "Prophecy (Innate and Andy Moor remix)" (Sunkissed Records)
- Radiohead - "Go to Sleep (Zoo DJ's bootleg)" (White)
- Leftfield - "Open Up (Zoo DJ's bootleg)" (White)

#### 2004
- Chemical Brothers - "Asleep By Day (Zoo DJ's bootleg)" (White)
- Paul Oakenfold - "Zoo York (Leama & Moor remix)" (Perfecto Records)
- Avril Lavigne - "I'm With You (Leama & Moor bootleg" (White)
- Nelly Furtado - "Powerless (Leama & Moor bootleg" (White)
- Brian Eno - "The Ending (Leama & Moor remix) (Virgin Music)
- Orbital - "Belfast (Leama & Moor re-make) (White)
- Li Kwan - "Point Zero (Leama & Moor remix) (Liquid Asset)
- Ridgewalkers - "Find (feat. El) (Andy Moor remix) (Armada/Baroque Records)
- Starkid - "Crayons (Leama & Moor "In Loving Memory of Starkid" remix)" (Release Records)
- Vector 13 - "G.H.L.I.S (Leama & Moor remix) (Algorithm Records)
- Space Manoeuvres - "Stage 1 (Leama & Moor remix) (Tirade Records)

#### 2005
- Space Manoeuvres - "7th Planet (Leama & Moor remix) (Lost Language)
- Tiësto - "A Tear in the Open (Leama & Moor remix) (Black Hole Recordings)
- Tiesto - "UR (Leama & Moor remix)" (Black Hole Recordings)
- Filo and Peri - "Closer Now (Leama & Moor remix)"
- Jose Zamora vs Damian DP - "Transatlantic (Andy Moor remix)" (Baroque Records)
- Above and Beyond pres. Tranquility Base - "Getting Away (Leama & Moor remix)" (Anjunabeats)
- Luminary - "My World (Whiteroom remix)" (Lost Language)
- 2005: Luminary - "Wasting (Andy Moor remix)" (Sound Piercing)
- Britney Spears - "Someday (Andy Moor remix)" (Jive Records)
- Yellow Blackboard - "Supafly (Andy Moor remix)" (SOG Chrome)

#### 2006
- Delerium - "Angelicus (Andy Moor remix)" (Nettwerk)

#### 2007
- Andy Moor vs. Orkidea - "YearZero (Andy Moor's 'First Light' remix)" (AVA Recordings)